# Raciąż (gromada w powiecie tucholskim)
Raciąż – dawna gromada, czyli najmniejsza jednostka podziału terytorialnego Polskiej Rzeczypospolitej Ludowej w latach 1954–1972.
Gromady, z gromadzkimi radami narodowymi (GRN) jako organami władzy najniższego stopnia na wsi, funkcjonowały od reformy reorganizującej administrację wiejską przeprowadzonej jesienią 1954 do momentu ich zniesienia z dniem 1 stycznia 1973, tym samym wypierając organizację gminną w latach 1954–1972.
Gromadę Raciąż z siedzibą GRN w Raciążu utworzono – jako jedną z 8759 gromad na obszarze Polski – w powiecie tucholskim w woj. bydgoskim, na mocy uchwały nr 24/15 WRN w Bydgoszczy z dnia 5 października 1954. W skład jednostki weszły obszary dotychczasowych gromad Raciąż, Stobno i Wysoka ze zniesionej gminy Raciąż oraz osiedle Nadolna Karczma z dotychczasowej gromady Wielka Komorza ze zniesionej gminy Legbąd w tymże powiecie. Dla gromady ustalono 14 członków gromadzkiej rady narodowej.
Gromadę zniesiono 1 stycznia 1972, a jej obszar włączono do gromad Żalno (sołectwa Raciąż oraz Stobno bez miejscowości Nadolna Karczma) i Legbąd (miejscowość Nadolna Karczma) w tymże powiecie.